# Dayton
Dayton er en by i Ohio, USA, med 137.644 (2020) indbyggere og den største by i Montgomery County.
Dayton blev grundlagt den 1. april 1796 og blev opkaldt efter politikeren og revolutionæren Jonathan Dayton i 1805 som en hyldest.